# Trpín (powiat Krupina)
Trpín – wieś (obec) na Słowacji położona w kraju bańskobystrzyckim, w powiecie Krupina. Pierwsze wzmianki o miejscowości pochodzą z roku 1135.
Według danych z dnia 31 grudnia 2012, wieś zamieszkiwało 114 osób, w tym 55 kobiet i 59 mężczyzn.
W 2001 roku pod względem narodowości i przynależności etnicznej miejscowość zamieszkiwali wyłącznie Słowacy.
Ze względu na wyznawaną religię struktura mieszkańców kształtowała się w 2001 roku następująco:
- Katolicy rzymscy – 94,03%
- Ewangelicy – 1,49%
- Ateiści – 3,73%
- Nie podano – 0,75%